# Åsa Lindh
Åsa Lindh, född 1963 i Norrköping, är en  svensk ekonom som sedan 1 april 2021 är generaldirektör för Statens servicecenter.
Mellan 1 oktober 2007 och 31 januari 2015 var Lindh generaldirektör för myndigheten Rådet för Europeiska socialfonden i Sverige. Därefter var Lindh är verkställande direktör för Trygghetsstiftelsen till och med 31 mars 2021.